# Eucera nitidiventris
Eucera nitidiventris là một loài Hymenoptera trong họ Apidae. Loài này được Mocsáry mô tả khoa học năm 1879.